# Донецкий НИИ судебных экспертиз
Донецкий научно-исследовательский институт судебных экспертиз — государственное специализированное научно-исследовательское учреждение, которое проводит научно-исследовательские разработки в области судебной экспертизы и внедрение их результатов в экспертную практику.
В институте проводится широкий спектр как первичных, так и дополнительных и повторных судебных экспертиз и исследований, в том числе криминалистические экспертизы, проведение которых в соответствии с законом допускается только государственными специализированными экспертными учреждениями.
Направления деятельности: автотехническая, автотовароведческая, баллистическая, биологическая, горно-техническая экспертиза, пожаротехническая, почерковедческая, психологическая, психолого-искусствоведческая, строительно-техническая, товароведческая, трасологическая, экономическая экспертизы; экспертиза материалов, веществ и изделий; лицензирование; психологические исследования по искам о причинении морального ущерба; экспертиза компьютерной техники и программных продуктов. Также осуществляет подготовку и проводит стажировку судебных экспертов.

## История
В 1973 году в Донецке было создано отделение Харьковского НИИ судебных экспертиз. В 1983 году директором Донецкого отделения ХНИИСЭ назначен Геннадий Дружинин (руководил учреждением до 2014 года). В 1995 году отделение было реорганизовано в Донецкий научно-исследовательский институт судебных экспертиз.
После провозглашения независимости Украины учреждение было передано в ведение министерства юстиции Украины. В 1998 году в Луганске был открыт филиал ДНИИСЭ — Луганское отделение Донецкого научно-исследовательского института судебных экспертиз.
После начала вооружённого конфликта на востоке Украины весной 2014 года Донецкий НИИСЭ стал существовать фактически как два объекта:
- под руководством Виктории Контимировой (подконтрольный Украине), переведён в Славянск;
- подконтрольный Донецкой Народной Республике, был реорганизован в Республиканский центр судебных экспертиз ДНР, по-прежнему расположен в Донецке; директор — Леонид Бордюгов.